# Abominamentum
Abominamentum ist ein 2019 debütiertes Funeral-Doom-Projekt.

## Geschichte
Der portugiesische Musiker Nuno „Belial Necro“ Zuki debütierte am 13. November 2019 mit dem unbetitelten Album des Projektes Abominamentum. Das 44-minütige Debütalbum wurde live in einem Take aufgenommen und ohne Nachbearbeitung veröffentlicht. Nach der Veröffentlichung über das Label Miasma of Barbarity blieben weiterführende Informationen zum Projekt und den beteiligen Musikern rar. Das Label veröffentlichte das Album als Musikkassette in einer limitierten Auflage von 22 Exemplaren sowie als Musikdownload via Bandcamp.

## Stil
Das Label bewirbt das Debütalbum von Abominamentum als Black Funeral Doom und schreib von einem „Schmelztiegel der Abscheulichkeit“ und einem „Ritual des puren akustischen Wahnsinns“. Die rituell eingespielte Musik solle Negativität, Qual und Elend transportieren. Der Gesang variiere zwischen verstörendem Geschrei und Wehklagen. Das instrumentale Spiel ist indes schleppend. Besonders präsent ist das bedachte Riffing der Bassgitarre und die Keyboardspuren, die Celloklänge simulieren. Das Schlagzeug verleihe der Musik einen organischen Klang. „Dabei“ schrieb Jazz Styx für das Webzine Stormbringer.at in der Reihe Funeral Doom Reise sei „ein wummernd-pochendes, krach-bollerndes Rausch-Geschrei-Schmuckstück herausgekommen, als hätte man es in abscheulichen Tiefen geschmiedet – näher an der Welt der Dämonen als an der der Menschen.“

## Diskografie
- 2019: -unbetitelt- (Album, Miasma of Barbarity)